# کومو نو
"کومو نو" (به اسپانیایی: Cómo No)تک‌آهنگی از خواننده آمریکایی ایکان با همراهی دیگر خواننده آمریکایی یعنی بکی جی است. این آهنگ در ششم سپتامبر ۲۰۱۹ توسط "ایکانیک لیبل گروپ" منتشر شد. این دومین آهنگ از آلبوم چهارم پیشِ روی ایکان یعنی اِل نگریتو است.

## انتشار
این آهنگ بصورت دیجیتال و در وبسایت‌های صوتی و تصویری در ششم سپتامبر ۲۰۱۹ منتشر شد.

## نماهنگ
نماهنگ این آهنگ در ششم سپتامبر ۲۰۱۹ منتشر شد.